# Данило Икодиновић
Данило „Дача” Икодиновић (рођен 4. октобра 1976. у Београду) је бивши српски ватерполиста који је са репрезентацијом Србије и Црне Горе освојио бронзану медаљу на Олимпијским играма 2000. године и сребрну медаљу на Олимпијским играма 2004. године, као и: Светско првенство - бронза 2003, сребро 2001. и 2003, злато 2005; Европско првенство - сребро 1997, злато 2001, 2003. и 2005; Светски куп - бронза 2002. и злато 2006; Светска лига - сребро 2004. и злато 2005, 2006. и 2007. Проглашен је за најбољег играча завршног турнира Евролиге 2003. и спортисту године Србије и Црне Горе 2005. године.
Каријеру је градио у Партизану и у Италији (Катанија, Бреша, Про Реко). Сезону 2005/06 провео је као члан Партизана. До лета 2008. године играо је у руском Синтезу из Казања.
Са Про Реком је освојио титулу првака Европе, а са Партизаном и Синтезом Трофеј ЛЕН.
Пре ЕП у Београду 2006. за репрезентацију је одиграо 304 утакмице и постигао 299 голова.
Иза себе има два брака и из њих двоје деце. Из првог брака има ћерку Андреу, а из другог брака, са певачицом Наташом Беквалац има ћерку Хану.
Данило је 27. јуна 2008. узроковао саобраћајну несрећу у којој је тешко повређен тако да није ни дебитовао за Јадран са којим је тог лета потписао једногодишњи уговор.

## Клупски успеси
- Евролига 2002/03. -  Шампион са Про Реком
- Суперкуп Европе 2003/04. - Победник са Про Реком
- ЛЕН куп 1997/98. - Победник са Партизаном
- ЛЕН куп 2006/07. - Победник са Синтезом
- Првенство СР Југославије 1994/95. -  Шампион са Партизаном
- Куп СР Југославије 1992/93, 1993/94. и 1994/95. - Победник са Партизаном
- Првенство Италије 2001/02. -  Шампион са Про Реком
- Првенство Русије 2006/07. -  Шампион са Синтезом